# 롄잔
롄잔(連戰, 1936년 8월 27일 ~)은 중화민국의 제9대 부총통이다. 자는 용핑(永平)이다. 1996년부터 2000년까지 중화민국의 부총통직에 있었으며, 국민당 주석을 거쳐 현재는 명예주석 겸 명예대표고문위원이다.
2005년 4월 26일부터 5월 3일 사이 중국 본토를 방문, 후진타오(胡錦濤) 중국공산당 중앙위원회 총서기과 회담했다. 국민당과 공산당 사이의 수뇌회담은 60년 만의 일이었다.
2010년에는 중화인민공화국의 관제(官制)상인 공자 평화상의 수상자로 결정되었으나, 정작 본인은 수상을 거절하고 시상식장에서는 전혀 관계없는 샤오짱위안(小藏元)이 트로피를 받았다.

## 이름에 대하여
중화민국 국민혁명군이 일본군에 「연전연승(連戰連勝)」하기 바라는 기원으로 할아버지인 롄헝(連橫)이 손자의 이름을 롄잔(連戰)으로 지었다고 한다.

## 역대 선거 결과
| 선거명      | 직책명 | 대수 | 정당   | 득표율 | 득표수      | 결과 | 당락 |
| ----------- | ------ | ---- | ------ | ------ | ----------- | ---- | ---- |
| 제9대 대선  | 부총통 | 9대  | 국민당 | 54.00% | 5,813,699표 | 1위  | 당선 |
| 제10대 대선 | 총통   | 10대 | 국민당 | 23.10% | 2,925,513표 | 3위  | 낙선 |
| 제11대 대선 | 총통   | 11대 | 국민당 | 49.89% | 6,442,452표 | 2위  | 낙선 |

| 전임 리위안추 | 제9대 중화민국의 부총통 1996년 5월 20일 ~ 2000년 5월 20일 | 후임 뤼슈롄 |

## 같이 보기
- 중국국민당
- 중화민국의 역사
- 대만 문제